# Paulo da Cruz
Paulo da Cruz, nascido Paulo Francisco Danei, é um santo católico italiano e o fundador da Congregação da Paixão de Jesus Cristo (Passionistas).

## Primeiros anos
Paulo Francisco Danei nasceu em Ovada, na Itália, tendo-se mudado, mais tarde, para Castellazzo Bormida, não muito longe da sua terra natal. A sua mãe ensinou-o a ver na Paixão de Jesus Cristo a força para superar todas as provas e dificuldades. Assim, enamorado de Jesus crucificado desde criança, quis entregar-Lhe toda a sua vida.
Por volta de 1715-1716, desejoso de servir a Cristo, apresentou-se em Veneza e alistou-se no exército. Queria lutar contra os turcos, que então ameaçavam a Europa, com mística de cruzado. Enquanto adorava o Santíssimo Sacramento numa igreja compreendeu que não era aquela a sua vocação.
Abandonou a carreira militar, serviu durante alguns meses uma família e regressou a casa. Embora o seu tio sacerdote prometesse deixar-lhe toda a sua herança no caso de vir a casar, Paulo renunciou à oferta.

## Memória do crucificado
Segundo um testemunho, uma aparição da Virgem Maria permitiu-lhe conhecer o hábito, o emblema e o estilo de vida do futuro Instituto, que teria sempre Jesus Cristo crucificado como centro. O bispo de Alexandria, Mons. Gattinara, ouvindo o conselho de confessores prudentes, revestiu-o com o hábito da Paixão, a 22 de Novembro de 1720. Passou 40 dias na sacristia da igreja de S. Carlos, em Castellazzo. As suas experiências e o seu estado de espírito, durante aquela "quarentena" conservaram-se até hoje com o nome de "Diário Espiritual". Além disso, elaborou um esboço das regras, destinadas a possíveis companheiros, aos quais chamava de "Os Pobres de Jesus". O seu irmão João Baptista, que o visitava, quis associar-se a ele, mas Paulo, naquela altura, não o permitiu.
Concluída a experiência, o bispo autorizou-o a viver na ermida de Santo Estevão, em Castellazzo, e a realizar apostolado como leigo. No verão de 1721, viajou até Roma, no intuito de obter uma audiência papal para explicar as luzes recebidas sobre uma futura Congregação. Os oficiais do Monte Quirinal, onde residia o papa, não o deixaram entrar, pois pareceu-lhes tratar-se de mais um aventureiro.

## Primeiro voto passionista
Aceitou a humilhação que o configurava a Jesus crucificado e, na Basílica de Santa Maria Maior, perante a Virgem "Salus Populi Romani", fez voto de se consagrar a promover a memória da Paixão de Jesus Cristo.
De regresso à sua terra, deteve-se um pouco em Orbetello, na ermida da Anunciação do Monte Argentário. Ao chegar a Castellazzo, encontrou-se com o seu irmão João Baptista e, juntos, resolveram levar uma vida eremítica no Monte Argentário. Depois, a convite de Mons. Pignatelli, deslocaram-se para a ermida de Nossa Senhora, em Gaeta.
Mais tarde, Mons. Cavallieri recebeu-os durante algum tempo, em Troia, tendo regressado a Gaeta, mas, desta vez, para o Santuário da Virgem da "Civita", em Itri. Os esforços de fundar uma comunidade fracassavam sempre. Para serem pregadores da Paixão era necessário tornarem-se sacerdotes. Por isso, resolveram viajar para Roma. Enquanto estudavam a Teologia, foram prestando o seu serviço no hospital, atendendo os doentes infectados pela peste. O Papa saudou-os no Monte Célio, junto à igreja chamada "La Navicella" (Santa Maria em Navicella), e deu-lhes uma autorização oral de poderem fundar a ordem no Monte Argentário. Uma vez ordenados sacerdotes, em 1727, os dois irmãos abandonaram Roma e dirigiram-se para o Monte Argentário.

## Pregar a paixão de Cristo
Iniciaram o seu apostolado entre pescadores, lenhadores, pastores etc. Rapidamente foram-se juntando companheiros, entre eles o seu irmão António e sacerdotes bem preparados. Os bispos dirigiam-lhes pedidos para missionarem as terras daquela zona. Quando ali se declarou a guerra dos Presídios, Paulo exercia o seu ministério em ambas as facções, sendo bem recebido dos dois lados.
O primeiro convento, dedicado à Apresentação, foi inaugurado em 1737. Paulo apresentou as Regras para o novo Instituto, em Roma. Depois de algumas alterações, viriam a ser aprovadas pelo papa Bento XIV em 1741.
O Fundador foi contemporâneo de grandes pregadores como São Leonardo de Porto Maurício, a quem cumprimentou em determinada ocasião, e Santo Afonso Maria de Ligório, a quem não chegou a conhecer. Tal como a eles, o amor a Jesus crucificado impelia-o para o serviço apostólico das missões.
Embora tenha sido sempre Superior Geral, desde 1747, não deixou de pregar nem de escrever cartas como director espiritual. O Instituto teve alguma oposição dentro de um sector da Igreja, facto que determinou a suspensão da fundação de vários conventos, até que uma comissão pontifícia deliberasse em favor dos Passionistas.
Defendeu sempre, com grande determinação, para toda a Congregação, o espírito de solidão, pobreza e oração, não só com os seus conselhos, mas indicando também o exemplo do seu irmão João Baptista. Quando este morreu em 1765, Paulo sentiu-se como um órfão.
Após a supressão da Companhia de Jesus, Clemente XIV levou os Padres da Missão à igreja de S. André do Quirinal e concedeu a Paulo da Cruz a casa e a Basílica dos Santos João e Paulo, que eles mantinham no Monte Célio. Nela, a dois passos do Coliseu de Roma, viveu o santo os últimos anos da sua vida; ali recebeu as visitas de Clemente XIV, em 1774, e de Pio VI em 1775, e ali faleceu, uns meses mais tarde. 
As suas relíquias conservam-se em capela própria, inaugurada na basílica em 1880.
Em sua homenagem, há um mosteiro com o nome de São Paulo da Cruz em São Carlos.

## Fonte
- «S. Paulo da Cruz». (Site dos Missionários Passionistas de Portugal)
- Vida Passionista (Site dos Religiosos Passionistas do Brasil)